# Буфан

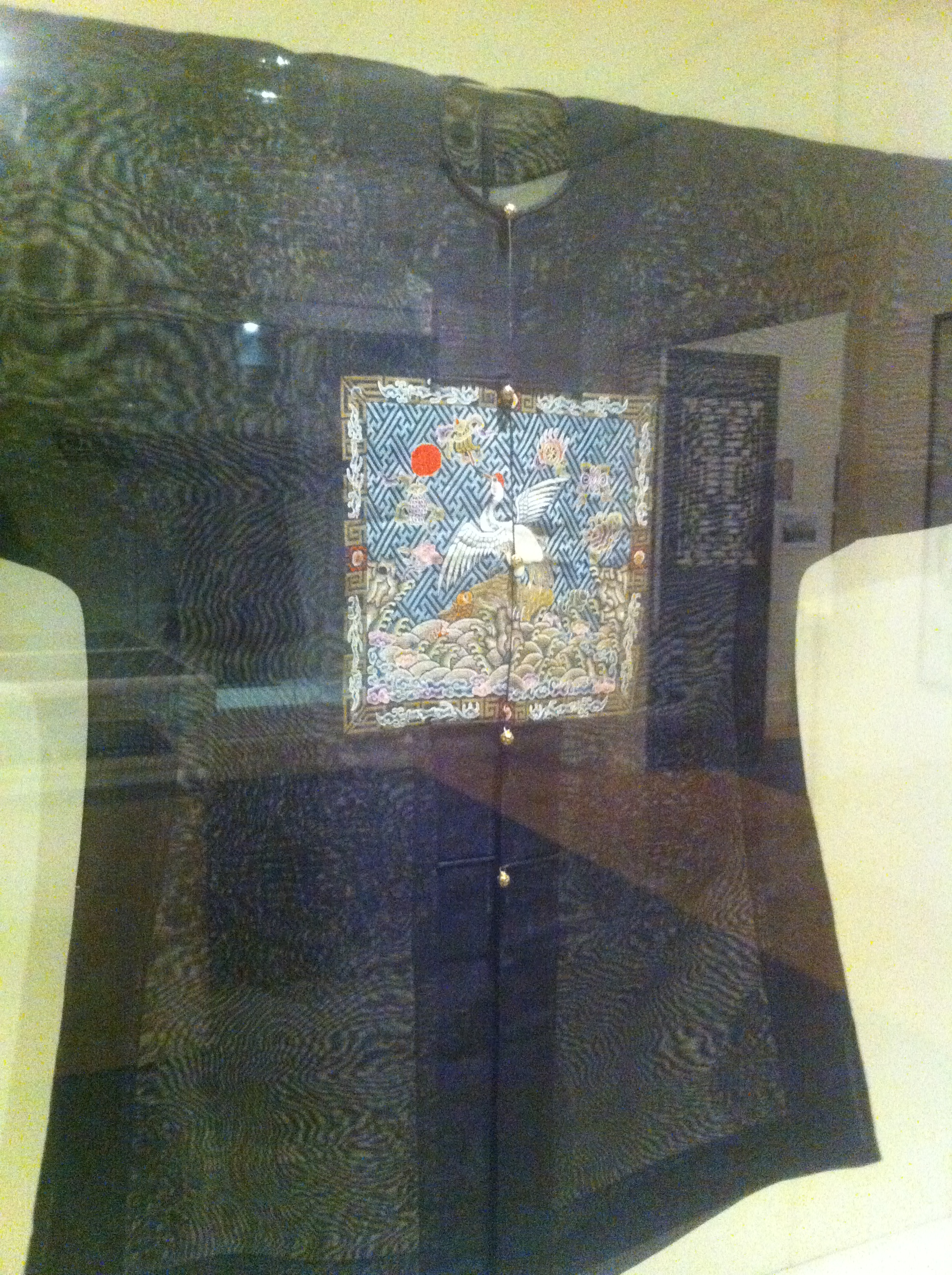

Буфан (補方, також буцзи кит. трад. 補 子, спр. 补 子, піньїнь: bŭzi, акад. буцзи) — знак розрізнення вищих і старших військових і цивільних чинів (мандаринів) в китайських імперіях Мін і Цін (кінець XIV — початок XX ст.), і в сучасних їм монархіях Кореї (Династія Чосон) і В'єтнама. Мав вигляд квадратної нашивки на грудях форменого халата. На нашивці зображувалася та чи інша реальна, чи фантастична тварина, яка відображала ранг носія.
Особливості зовнішнього вигляду чиновників наведені в таблиці
| Клас чиновника | Цивільні      | Військові  | Кулька на шапочці |
| -------------- | ------------- | ---------- | ----------------- |
| 1              | журавель      | цілінь     | рубіновий         |
| 2              | золотий фазан | лев        | кораловий         |
| 3              | павич         | леопард    | сапфіровий        |
| 4              | дикий гусак   | тигр       | опаловий          |
| 5              | срібний фазан | ведмідь    | білий прозорий    |
| 6              | чапля         | дика кішка | матовий           |
| 7              | качка         | єнот       | бронзовий         |
| 8              | перепел       | тюлень     | бронзовий         |
| 9              | сорока        | носоріг    | бронзовий         |

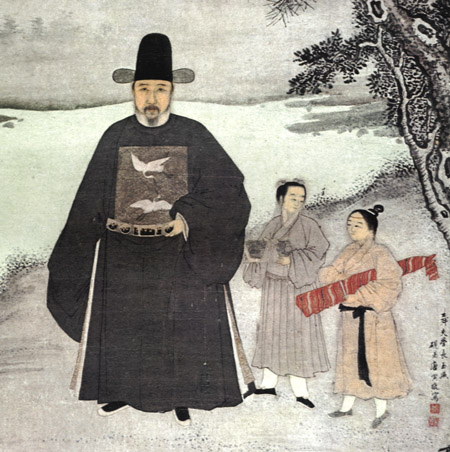
Мінський чиновник Цзян Шуньфу (1453-1504); Буфан c журавлями означає приналежність до вищого класу цивільної служби
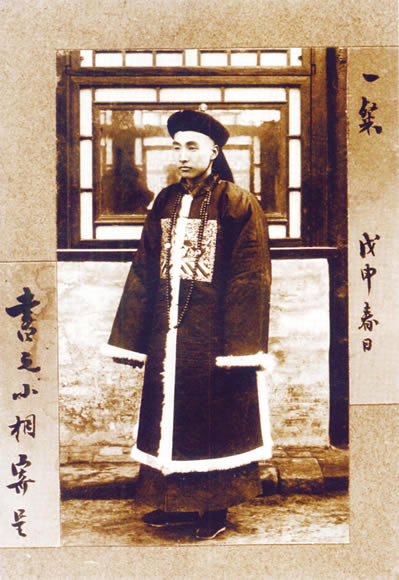
Цінський мандарин з буфаном на грудях
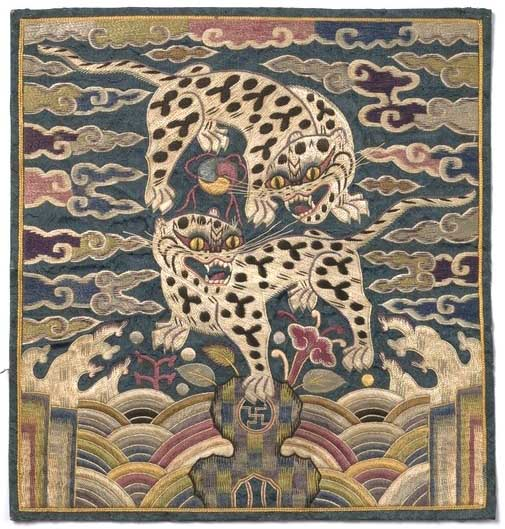
Корейський Буфан другої половини XIX ст. з леопардами